# Landtagswahl in Bayern 2013
- SPD: 42
- Grüne: 18
- FW: 19
- CSU: 101

Bei der Landtagswahl in Bayern 2013 hatten am 15. September 2013 rund 9,4 Millionen Wahlberechtigte die Möglichkeit, über die Zusammensetzung des 17. Bayerischen Landtages zu entscheiden. Die Wahlbeteiligung lag bei 63,6 %. Gleichzeitig fanden die Wahlen zu den sieben bayerischen Bezirkstagen und fünf Volksentscheide (obligatorische Referenden) zur Änderung der Bayerischen Verfassung statt.
Die CSU von Ministerpräsident Horst Seehofer gewann im Vergleich zur Wahl 2008 4,3 Prozentpunkte und stellte erneut die absolute Mehrheit im Landtag. Auch die SPD konnte leicht dazugewinnen. Freie Wähler und Bündnis 90/Die Grünen mussten hingegen leichte Verluste hinnehmen. Die FDP verlor mehr als die Hälfte ihrer Wähler und scheiterte mit 3,3 % an der Fünf-Prozent-Hürde, ebenso wie Die Linke.
Das Wahlergebnis bildete die Grundlage für die Mitglieder des 17. bayrischen Landtags und das Kabinett Seehofer II.

## Wahltermin

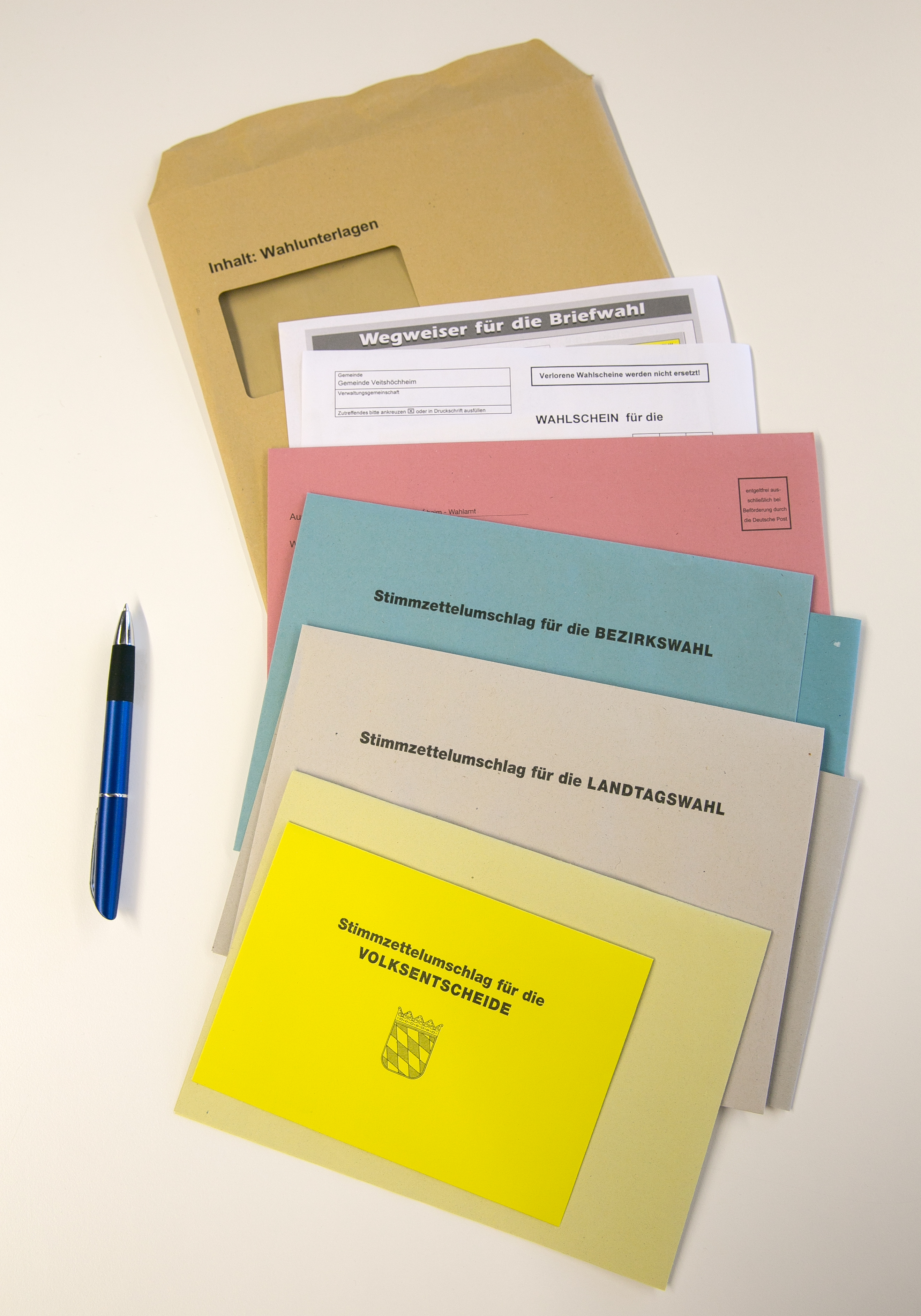
Die Briefwahlunterlagen

Gemäß Artikel 16 Abs. 1 der Bayerischen Verfassung war die Wahl auf einen Sonntag „frühestens 59 Monate, spätestens 62 Monate“ nach der vorausgehenden Landtagswahl 2008 festzulegen. Damit bestand die Möglichkeit, sie termingleich mit der am 22. September 2013 stattfindenden Bundestagswahl abzuhalten. Die Bayerische Staatsregierung entschied sich in der Kabinettssitzung vom 20. Februar 2013 gegen diese Option und legte den bayerischen Wahltag auf den 15. September, eine Woche vor der Bundestagswahl. Der Ministerpräsident Horst Seehofer hatte dazu bereits im Vorfeld erklärt, Bayern sei „das älteste, stärkste und erfolgreichste Land in Deutschland“, dies rechtfertige einen eigenen Wahltermin. Innenminister Joachim Herrmann begründete die getrennten Termine zudem mit einer sonst zeitlich verzögerten Bekanntgabe der Landesergebnisse durch die vorrangige Auszählung der beiden Bundestagsstimmen, mit möglichen Unklarheiten wegen der deutlichen Unterschiede zwischen Landtags- und Bundestagswahlrecht und mit der Belastung der Wahlhelfer durch die ebenfalls stattfindenden Bezirkstagswahlen und fünf Abstimmungen zu Verfassungsänderungen. Der SPD-Landesvorsitzende Florian Pronold hatte dagegen einen einheitlichen Wahltermin gefordert und von einer „Zumutung für die Bürger“ und der Gefahr einer geringeren Wahlbeteiligung gesprochen.

## Ausgangslage
Bei der Landtagswahl 2008 hatte die CSU nach 46 Jahren die absolute Mehrheit im Bayerischen Landtag verloren, war aber stärkste Partei geblieben. In einer Koalition mit der FDP – die erstmals nach drei Wahlperioden wieder in den Landtag einzog – stellte sie mit Horst Seehofer weiterhin den Ministerpräsidenten. Die SPD hatte 2008 ihr schlechtestes Wahlergebnis seit Kriegsende erzielt und bildete zusammen mit Grünen und den erstmals im Landtag vertretenen Freien Wählern die Opposition.

## Parteien und Kandidaten
Zehn Parteien traten in ganz Bayern zur Landtagswahl 2013 an:
- Christlich-Soziale Union in Bayern (CSU)
- Sozialdemokratische Partei Deutschlands (SPD)
- Freie Wähler (FREIE WÄHLER)
- Bündnis 90/Die Grünen (GRÜNE)
- Freie Demokratische Partei (FDP)
- Die Linke (DIE LINKE)
- Ökologisch-Demokratische Partei (ÖDP)
- Die Republikaner (REP)
- Bayernpartei (BP)
- Piratenpartei Deutschland (PIRATEN)

Weitere fünf Parteien traten in einzelnen der sieben Wahlkreise an:
- Nationaldemokratische Partei Deutschlands (NPD) in allen Wahlkreisen außer Oberbayern und Unterfranken
- Partei für Franken (DIE FRANKEN) in den drei fränkischen Wahlkreisen
- Frauenliste Bayern (FRAUENLISTE) in Oberfranken und Schwaben
- Bürgerrechtsbewegung Solidarität (BüSo) in Oberbayern
- Bürgerrechtspartei für mehr Freiheit und Demokratie – Die Freiheit (DIE FREIHEIT) in Oberbayern

Parteien (oder Wählergruppen), die zum Zeitpunkt der Wahl im Bayerischen Landtag oder im Deutschen Bundestag vertreten waren, konnten ohne weitere Hürden Wahlkreisvorschläge einreichen. Andere Parteien hatten ihre Kandidatur beim Landeswahlleiter anzuzeigen. Parteien, welche bei der Landtagswahl 2008 mehr als 1,25 Prozent der abgegebenen Stimmen erreichten, konnten dann ohne Unterstützungsunterschriften Wahlvorschläge einreichen, dies betraf die ÖDP und die REP. Alle weiteren Parteien und Wählergruppen mussten für jeden Wahlkreis Unterschriften von 1 Promille der Stimmberechtigten dieses Wahlkreises vorlegen. Maßgebliche Berechnungsbasis dafür war Stimmberechtigtenzahl der zuletzt vorausgehenden landesweiten Abstimmung, zur Landtagswahl 2013 also die Volksabstimmung zum Nichtraucherschutz am 4. Juli 2010. Somit ergaben sich für Niederbayern eine Mindestzahl von 923 Unterstützerunterschriften, für die Oberpfalz 846, Oberfranken 857, Mittelfranken 1270, Unterfranken 1027, Schwaben 1335 und für Oberbayern durch gesetzliche Deckelung 2000 Unterschriften.
Von den zur Wahl zugelassenen Parteien reichten die Deutsche Zentrumspartei, Die Violetten – für spirituelle Politik, die Rentner Partei Deutschland und die WasserPartei Deutschland keine Wahlkreisvorschläge ein. Zwei Organisationen hatten zwar Beteiligungsabsichten geäußert, wurden vom Landeswahlausschuss aber nicht für die Einreichung von Wahlvorschlägen zugelassen: SustainableUnion – die Nachhaltigkeitspartei Bayerns reichte ihren Zulassungsantrag 80 Minuten vor Fristablauf formwidrig per E-Mail ein und behob den Formfehler nicht mehr rechtzeitig. Die Partei für Arbeit, Rechtsstaat, Tierschutz, Elitenförderung und basisdemokratische Initiative hatte den Parteinamen im Zulassungsantrag nicht vollständig wiedergegeben – es fehlte das Wort „Tierschutz“ – und dies trotz mehrerer Aufforderungen nicht korrigiert.
Die im Februar 2013 gegründete AfD trat bei der Wahl nicht an, weil sie im Fall eines Misserfolgs ein Negativsignal für die eine Woche später stattfindende Bundestagswahl 2013 befürchtete.

### Spitzenkandidaten
Der Bayerische Ministerpräsident wird nicht per Direktwahl, sondern durch die Abgeordneten des Bayerischen Landtags gewählt. Die Spitzenkandidaten der beiden großen Parteien bei der Landtagswahl werden umgangssprachlich als „Ministerpräsidentenkandidaten“ bezeichnet.
- Spitzenkandidat der CSU war Ministerpräsident Horst Seehofer, der zudem auf Listenplatz 1 der CSU-Wahlkreisliste Oberbayern und als Stimmkreisbewerber in Neuburg-Schrobenhausen für den Landtag kandidierte.[14]
- Spitzenkandidat der SPD war der Münchner Oberbürgermeister Christian Ude. Um ein Landtagsmandat kandidierte er auf Listenplatz 1 der SPD-Wahlkreisliste Oberbayern; er kandidierte in keinem Stimmkreis für ein Direktmandat.[15]
- Spitzenkandidat der Freien Wähler war deren Fraktionsvorsitzender Hubert Aiwanger. Er kandidierte auf Platz 1 der Wahlkreisliste Niederbayern und im Stimmkreis Landshut.[16]
- Grüne Spitzenkandidatin war deren Fraktionsvorsitzende Margarete Bause, die auch die Wahlkreisliste von Bündnis 90/Grüne in Oberbayern anführte und im Stimmkreis München-Schwabing für das Direktmandat kandidierte.[17]
- Spitzenkandidat der FDP war Wirtschaftsminister Martin Zeil. Er war auf Listenplatz 1 der FDP-Wahlkreisliste Oberbayern platziert und Direktkandidat im Stimmkreis Starnberg.[18]
- Spitzenkandidat der Linken war die Münchner Stadträtin Brigitte Wolf. Sie kandidierte auf Platz 1 der Wahlkreisliste Oberbayern und im Stimmkreis München-Bogenhausen.[19]

### Direktkandidaten
Um Direktmandate in den 90 Stimmkreisen bewarben sich insgesamt 977 Kandidaten. Unter den zehn landesweit antretenden Parteien hatten acht in allen Stimmkreisen Direktkandidaten aufgestellt, bei Piraten und Die Linke blieb je ein Stimmkreis unbesetzt (Passau-West bzw. Memmingen). Die Freiheit und Frauenliste stellten nur in zwei Stimmkreisen Direktkandidaten auf, BüSo nur in einem einzigen.
Von den 91 Stimmkreisgewinnern der Landtagswahl 2008 bewarben sich 56 erneut um ein Direktmandat. In zwei Stimmkreisen (München-Bogenhausen und Erding) trat der relativ seltene Fall ein, dass der amtierende Stimmkreisabgeordnete trotz erneuter Kandidaturabsicht bei einer parteiinternen Kampfabstimmung unterlag und nicht erneut nominiert wurde. Im Stimmkreis Miesbach tauschten die bisherige Bundestagsabgeordnete Ilse Aigner und der Landtagsabgeordnete Alexander Radwan einvernehmlich die Direktbewerbungen und kandidieren nun für das jeweils andere Parlament.
Der älteste Direktkandidat (Geburtsjahrgang 1925) trat im Stimmkreis Landshut für die NPD an, der jüngste (Geburtsjahrgang 1994) im Stimmkreis Straubing für die Grünen.

### Listenkandidaten
Alle 977 Stimmkreisbewerber traten auch als Listenkandidaten ihrer Parteien in den Wahlkreisen an. Zusätzlich wurden 785 reine Listenbewerber nominiert, insgesamt betrug die Zahl der Landtagskandidaten somit 1762. Reine Listenkandidaten hatten dabei eine wesentlich verringerte Mandatschance, weil sich die Vergabe der Listenmandate nach der Gesamtstimmenzahl (Stimmkreis- und Listenstimmen addiert) bestimmt. Von der Möglichkeit, Listenkandidaten für alle 180 zu vergebenden Abgeordnetenmandate aufzustellen, hatten nur Grüne, die Bayernpartei und die ÖDP Gebrauch gemacht. Die FDP stellte 176 von 180 möglichen Listenkandidaten auf, die CSU 164, die SPD 158 und die Freien Wähler 148. Die niedrigste Kandidatenzahl wiesen BüSo mit 5 und Die Freiheit mit 6 Kandidaten auf, beide traten zudem nur im Wahlkreis Oberbayern an.
Das Durchschnittsalter aller antretenden Kandidaten betrug 50 Jahre ohne signifikante Unterschiede bei den meisten landesweit antretenden Parteien (CSU: 49, SPD und FDP: 48, Grüne: 50, FW: 51, Linke: 54, ÖDP: 52, Piraten: 39 Jahre).

### Koalitionsaussagen
Führende Vertreter von CSU und FDP hatten ihre Absicht erklärt, die bestehende Koalition auch in der neuen Wahlperiode fortzusetzen. Dies galt allerdings nicht im Falle einer absoluten Mehrheit der CSU. Die SPD strebte eine Dreierkoalition aus SPD, Grünen und Freien Wählern an. Die Freien Wähler hielten sich bis zur Wahl eine Koalition sowohl mit der CSU als auch mit SPD und Grünen offen.

## Positionen

### Übersicht
In dieser Tabelle können die Positionen der etablierten Parteien zu verschiedenen Themen miteinander verglichen werden. Sie beziehen sich auf die Antworten, die die Parteien im Wahl-O-Mat der Bundeszentrale für politische Bildung angegeben haben.
| \| Thesen \| \| \| \| \| \| \| Thesen \| CSU \| SPD Bayern \| Freie Wähler Bayern \| Bündnis 90/ Die Grünen Bayern \| FDP Bayern \| \| ----------------------------------------------------------------------------------- \| ------- \| ---------- \| ------------------- \| ----------------------------- \| ---------- \| \| Längere Öffnungszeiten an Werktagen \| Nein \| Nein \| Nein \| Nein \| Ja \| \| Schuldenbremse in Bayerische Verfassung \| Ja \| Ja \| Ja \| Nein \| Ja \| \| Deutschlandweite Autobahnmaut für Ausländer \| Ja \| Nein \| Nein \| Nein \| Nein \| \| Regionale Mietobergrenzen bei Neuvermietungen \| Ja \| Ja \| Ja \| Ja \| Nein \| \| Stärkere finanzielle Förderung der ökologischen Landwirtschaft \| Neutral \| Ja \| Nein \| Ja \| Nein \| \| Verstärkte Videoüberwachung auf öffentlichen Plätzen \| Ja \| Neutral \| Nein \| Nein \| Nein \| \| Gemeinsamer Unterricht ungeachtet des kulturellen Hintergrundes der Schüler \| Ja \| Ja \| Ja \| Ja \| Ja \| \| Strafverfolgung bei geringen Mengen Cannabis \| Ja \| Nein \| Ja \| Nein \| Nein \| \| Länderfinanzausgleichszahlungen senken \| Ja \| Ja \| Ja \| Nein \| Ja \| \| Bauverbot von Minaretten \| Nein \| Nein \| Nein \| Nein \| Nein \| \| Einsetzen für BAföG unabhängig vom Einkommen der Eltern \| Nein \| Ja \| Nein \| Ja \| Ja \| \| Atommüllendlagerstättensuche in Bayern \| Nein \| Nein \| Ja \| Ja \| Nein \| \| Finanzielle Unterstützung für Bewerbung Münchens bei Olympischen Winterspielen 2022 \| Ja \| Ja \| Ja \| Nein \| Ja \| \| Einführung einer Frauenquote für Führungspositionen im öffentlichen Dienst \| Nein \| Ja \| Nein \| Ja \| Nein \| \| Förderung von Projekten gegen politischen Extremismus \| Ja \| Ja \| Ja \| Neutral \| Ja \| \| Erhaltung des dreigliedrigen Schulsystems \| Ja \| Ja \| Ja \| Nein \| Ja \| \| Einsatz für Wiedererhebung der Vermögenssteuer \| Nein \| Ja \| Nein \| Neutral \| Nein \| \| Keine Solaranlagen auf landwirtschaftlichen Flächen \| Nein \| Nein \| Ja \| Nein \| Ja \| \| Mehr Menschen mit Migrationshintergrund im Polizeidienst \| Ja \| Ja \| Ja \| Ja \| Ja \| \| Keine Privatisierung von Krankenhäusern \| Neutral \| Ja \| Neutral \| Nein \| Nein \| \| Vollständige Gleichstellung von Ehe und gleichgeschlechtlicher Lebenspartnerschaft \| Nein \| Ja \| Ja \| Ja \| Ja \| \| Abgabe von Entscheidungsbefugnissen an EU nur durch Volksentscheid \| Ja \| Ja \| Ja \| Nein \| Nein \| \| Bevorzugung Deutscher bei Vergabe von Sozialwohnungen \| Nein \| Nein \| Nein \| Nein \| Nein \| \| Wahlberechtigung ab 16 Jahren bei Landtagswahlen \| Nein \| Ja \| Nein \| Ja \| Nein \| \| Straffreiheit bei Steuerhinterziehung bei Selbstanzeige \| Neutral \| Nein \| Nein \| Neutral \| Ja \| \| Auflösung des Bayerischen Landesamtes für Verfassungsschutz \| Nein \| Neutral \| Nein \| Ja \| Nein \| \| Gesetzlicher Anspruch auf Ausbildungsplatz \| Neutral \| Ja \| Nein \| Nein \| Nein \| \| Beibehaltung des Landeserziehungsgeldes \| Ja \| Nein \| Ja \| Nein \| Ja \| \| Individuelle Kennung von Polizisten bei Großeinsätzen \| Nein \| Ja \| Neutral \| Ja \| Ja \| \| Senkung der Stromsteuer \| Neutral \| Ja \| Ja \| Nein \| Ja \| \| Förderung Kulturprojekte von Migranten \| Ja \| Ja \| Ja \| Ja \| Ja \| \| Beibehaltung der Erhöhung der Regelaltersgrenze auf 67 Jahre \| Ja \| Nein \| Nein \| Ja \| Ja \| \| Uneingeschränkte Arbeitserlaubnis für Asylbewerber \| Nein \| Ja \| Nein \| Ja \| Ja \| \| Beibehaltung des Tanzverbotes an den „stillen Tagen“ \| Ja \| Ja \| Ja \| Ja \| Nein \| \| Bau der dritten Startbahn am Flughafen München \| Neutral \| Nein \| Nein \| Nein \| Ja \| \| Abbau der Verflechtung von Kirche und Staat in Bayern \| Nein \| Neutral \| Nein \| Ja \| Ja \| \| Verbot des Einsatzes von Schneekanonen in bayerischen Skigebieten \| Nein \| Neutral \| Nein \| Neutral \| Nein \| |            |                     |                               |            |      |
| Thesen |            |                     |                               |            |      |
| CSU | SPD Bayern | Freie Wähler Bayern | Bündnis 90/ Die Grünen Bayern | FDP Bayern |      |
| Längere Öffnungszeiten an Werktagen | Nein       | Nein                | Nein                          | Nein       | Ja   |
| Schuldenbremse in Bayerische Verfassung | Ja         | Ja                  | Ja                            | Nein       | Ja   |
| Deutschlandweite Autobahnmaut für Ausländer | Ja         | Nein                | Nein                          | Nein       | Nein |
| Regionale Mietobergrenzen bei Neuvermietungen | Ja         | Ja                  | Ja                            | Ja         | Nein |
| Stärkere finanzielle Förderung der ökologischen Landwirtschaft | Neutral    | Ja                  | Nein                          | Ja         | Nein |
| Verstärkte Videoüberwachung auf öffentlichen Plätzen | Ja         | Neutral             | Nein                          | Nein       | Nein |
| Gemeinsamer Unterricht ungeachtet des kulturellen Hintergrundes der Schüler | Ja         | Ja                  | Ja                            | Ja         | Ja   |
| Strafverfolgung bei geringen Mengen Cannabis | Ja         | Nein                | Ja                            | Nein       | Nein |
| Länderfinanzausgleichszahlungen senken | Ja         | Ja                  | Ja                            | Nein       | Ja   |
| Bauverbot von Minaretten | Nein       | Nein                | Nein                          | Nein       | Nein |
| Einsetzen für BAföG unabhängig vom Einkommen der Eltern | Nein       | Ja                  | Nein                          | Ja         | Ja   |
| Atommüllendlagerstättensuche in Bayern | Nein       | Nein                | Ja                            | Ja         | Nein |
| Finanzielle Unterstützung für Bewerbung Münchens bei Olympischen Winterspielen 2022 | Ja         | Ja                  | Ja                            | Nein       | Ja   |
| Einführung einer Frauenquote für Führungspositionen im öffentlichen Dienst | Nein       | Ja                  | Nein                          | Ja         | Nein |
| Förderung von Projekten gegen politischen Extremismus | Ja         | Ja                  | Ja                            | Neutral    | Ja   |
| Erhaltung des dreigliedrigen Schulsystems | Ja         | Ja                  | Ja                            | Nein       | Ja   |
| Einsatz für Wiedererhebung der Vermögenssteuer | Nein       | Ja                  | Nein                          | Neutral    | Nein |
| Keine Solaranlagen auf landwirtschaftlichen Flächen | Nein       | Nein                | Ja                            | Nein       | Ja   |
| Mehr Menschen mit Migrationshintergrund im Polizeidienst | Ja         | Ja                  | Ja                            | Ja         | Ja   |
| Keine Privatisierung von Krankenhäusern | Neutral    | Ja                  | Neutral                       | Nein       | Nein |
| Vollständige Gleichstellung von Ehe und gleichgeschlechtlicher Lebenspartnerschaft | Nein       | Ja                  | Ja                            | Ja         | Ja   |
| Abgabe von Entscheidungsbefugnissen an EU nur durch Volksentscheid | Ja         | Ja                  | Ja                            | Nein       | Nein |
| Bevorzugung Deutscher bei Vergabe von Sozialwohnungen | Nein       | Nein                | Nein                          | Nein       | Nein |
| Wahlberechtigung ab 16 Jahren bei Landtagswahlen | Nein       | Ja                  | Nein                          | Ja         | Nein |
| Straffreiheit bei Steuerhinterziehung bei Selbstanzeige | Neutral    | Nein                | Nein                          | Neutral    | Ja   |
| Auflösung des Bayerischen Landesamtes für Verfassungsschutz | Nein       | Neutral             | Nein                          | Ja         | Nein |
| Gesetzlicher Anspruch auf Ausbildungsplatz | Neutral    | Ja                  | Nein                          | Nein       | Nein |
| Beibehaltung des Landeserziehungsgeldes | Ja         | Nein                | Ja                            | Nein       | Ja   |
| Individuelle Kennung von Polizisten bei Großeinsätzen | Nein       | Ja                  | Neutral                       | Ja         | Ja   |
| Senkung der Stromsteuer | Neutral    | Ja                  | Ja                            | Nein       | Ja   |
| Förderung Kulturprojekte von Migranten | Ja         | Ja                  | Ja                            | Ja         | Ja   |
| Beibehaltung der Erhöhung der Regelaltersgrenze auf 67 Jahre | Ja         | Nein                | Nein                          | Ja         | Ja   |
| Uneingeschränkte Arbeitserlaubnis für Asylbewerber | Nein       | Ja                  | Nein                          | Ja         | Ja   |
| Beibehaltung des Tanzverbotes an den „stillen Tagen“ | Ja         | Ja                  | Ja                            | Ja         | Nein |
| Bau der dritten Startbahn am Flughafen München | Neutral    | Nein                | Nein                          | Nein       | Ja   |
| Abbau der Verflechtung von Kirche und Staat in Bayern | Nein       | Neutral             | Nein                          | Ja         | Ja   |
| Verbot des Einsatzes von Schneekanonen in bayerischen Skigebieten | Nein       | Neutral             | Nein                          | Neutral    | Nein |

### Wahlprogramme
Landtagswahl 2013 – Programme der Parteien, die in ganz Bayern zur Landtagswahl antraten:
(Die Wahlprogramme sind im Abschnitt Weblinks verlinkt)
| Wahlprogramme |
| --- |
| Die CSU stellte am 15. Juli 2013 einen vom Parteivorstand beschlossenen „Bayernplan“ mit vier Themenschwerpunkten vor. Als Ziele werden darin genannt, in Bayern bis 2018 Vollbeschäftigung herzustellen und die Jugendarbeitslosigkeit „vollständig einzudämmen“, gleiche Lebenschancen in allen Teilen Bayerns zu schaffen, „Keine Schulden, keine Steuererhöhungen, keine neuen Paragraphen“ zu erreichen und die Schulden des Freistaats bis 2030 komplett abzubauen sowie alle bestehenden Grundschulen zu erhalten und eine Wahlmöglichkeit zwischen acht- und neunjährigem Gymnasium zu schaffen. Der Parteitag stimmte dem „Bayernplan“ zu. Die SPD Bayern beschloss auf dem Landesparteitag am 11./12. Mai 2013 in Augsburg ein „Regierungsprogramm“ unter dem Titel „Bayern kann das!“. In zehn Punkten nennt es wirtschaftliches Wachstum, faire Löhne und Arbeitsbedingungen, Bildungschancen, bessere Kinderbetreuung, mehr Chancen für Frauen, solide Finanzpolitik, Mieterschutz und Wohnungsbau, Chancen für den ländlichen Raum, Offenheit und Toleranz sowie einen Stilwechsel als Schwerpunkte einer angestrebten Regierungsverantwortung. Die „Leitlinien zur Landtagswahl 2013“ der Freien Wähler Bayern wurden am 8. Juni 2013 auf der Landesmitgliederversammlung in Germering beschlossen. Unter dem Titel „HEIMAT gemeinsam für die MENSCHEN gestalten“ werden Positionen zu 17 Themenbereichen dargelegt. Schwerpunkte bilden die Landesentwicklung mit dem Ziel gleichwertiger Lebensverhältnisse und einer Stärkung des ländlichen Raums, die Bildungspolitik mit der Forderung nach einer Wahlfreiheit zwischen acht- und neunjährigem Gymnasium, die Energiepolitik mit den Schwerpunkten der Förderung dezentraler Energieversorgung und der Stärkung erneuerbarer Energien sowie die Gesundheitspolitik mit dem Fokus auf eine flächendeckende medizinische Versorgung. Das Landtagswahlprogramm der bayerischen Grünen wurde auf der Landesversammlung am 13. und 14. April 2013 in Würzburg beschlossen. Es fordert ein „modernes, ökologisches, weltoffenes und gerechtes Bayern“ und eine Politik „die Mensch und Natur in den Mittelpunkt stellt“. Einzelne Punkte sind unter anderem eine Stärkung der regionalen Entwicklung, Förderung der Kooperation zwischen Kommunen, Chancengleichheit für Frauen und Männer, ökologische und soziale Kriterien bei der staatlichen Beschaffung von Waren und Dienstleistungen, Klimaschutz in das Zentrum der Landespolitik zu rücken, limitierte Flächenverbrauchszertifikate, eine grüne Land- und Forstwirtschaft mit Bayern als gentechnikfreier Region sowie eine verstärkte Kommunalisierung der Energieversorgung. Die FDP Bayern stellte ihren Wahlkampf unter das Motto „Bayerns treibende Kraft“ und beschloss ihr Landtagswahlprogramm am 27. Januar 2013 auf dem Landesparteitag in Fürth. Konkrete Punkte sind unter anderem die Vollbeschäftigung in ganz Bayern bis 2015, die Abschaffung der Ladenöffnungsverbote an Werktagen, eine menschenwürdigere Behandlung von Flüchtlingen, die Verhinderung von Steuererhöhungen, besserer Daten- und Verbraucherschutz, die Abschaffung des Gesundheitsfonds, eine Schuldenbremse in die Verfassung aufzunehmen, den Freistaat bis spätestens 2030 schuldenfrei zu machen, ein „5-Jahres-TÜV“ zur Überprüfung des Landesrechts, die Privatisierung der BayernLB, die Ablöse der staatlichen Bezahlung kirchlicher Würdenträger, die Abschaffung von Zweitwohnungssteuern und die Beitragsfreiheit für frühkindliche Bildung. Außerdem sprechen sich die Liberalen im Programm für eine stärkere Begrenzung staatlicher Überwachungsprogramme und eine bessere Einbeziehung der Bürger in politische Entscheidungen aus. Die Linkspartei fordert in der Präambel ihres am 20. April 2013 vom Landesparteitag in Nürnberg beschlossenem Wahlprogramms eine Stärkung demokratischer Grundrechte, eine bessere Gesundheitsversorgung im ländlichen Raum sowie den Verzicht auf die dritte Startbahn des Münchner Flughafens. Es tritt unter anderem für sozialen Wohnungsbau ein, für Mietobergrenzen, kostenfreie Bildung von der Kita bis zur Weiterbildung, erneuerbare Energien, eine bezahlbare Grundversorgung mit Wärme und Energie aus kommunaler Hand und den Vorrang öffentlicher Verkehrsmittel. Kürzungen im Sozial- und Bildungsbereich lehnt es ab. Die Ökologisch Demokratische Partei setzt in ihrem Programm unter anderem auf mehr Energieeinsparung, Energieeffizienz und den verstärkten Einsatz erneuerbarer Energien. Rente, Gesundheit und Pflege sollten nach Ansicht der ÖDP stärker durch Steuern finanziert werden. Das ÖDP-Programm fordert ein Erziehungsgehalt von 1.000 €. Laut Programm der ÖDP ist es die Pflicht der Staatsregierung, für bezahlbare Mieten zu sorgen. In ihrem Programm „Zehn Punkte in weiß-blau“ fordert die Bayernpartei unter anderem die Abschaffung des Solidaritätszuschlages, eine Vereinfachung des Steuerrechts, mehr Demokratie und einen unabhängigen bayerischen Staat. Sie tritt in ihrem Wahlprogramm für den Schutz der Privatsphäre der Bürger ein und lehnt einen „Überwachungsstaat“ ab. Ein weiterer Punkt im Wahlprogramm der BP ist der Ausbau von Biogas, Windkraft und Kleinwasserkraftanlagen sowie der Ausbau einer dezentralen Stromversorgung. Die Piratenpartei Deutschland will in ihrem „Landtagswahlprogramm 13“ mit mehr Transparenz Korruption verhindern und Steuerverschwendung senken. Die Piraten wollen laut Programm Staatsleistungen an Kirchen beenden und stille Feiertage abschaffen. Ein Betreuungsgeld wird im Programm der Piraten ebenso abgelehnt wie eine Frauenquote in Unternehmen. Außerdem müsse sich der Bund wieder stärker im sozialen Wohnungsbau engagieren. |

## Volksentscheide
Gleichzeitig mit der Wahl fanden fünf Volksentscheide zur Änderung der Verfassung des Freistaates Bayern statt. Alle Vorlagen wurden von den Abstimmenden angenommen.
(Wortlaut und Erläuterungen zu den Volksentscheiden sind im Abschnitt Weblinks verlinkt)
| \| Volksentscheide in Bayern 2013 \| Volksentscheide in Bayern 2013 \| Volksentscheide in Bayern 2013 \| Volksentscheide in Bayern 2013 \| Volksentscheide in Bayern 2013 \| Volksentscheide in Bayern 2013 \| Volksentscheide in Bayern 2013 \| Volksentscheide in Bayern 2013 \| Volksentscheide in Bayern 2013 \| Volksentscheide in Bayern 2013 \| \| Vorlage \| Beteiligung (absolut) \| Beteiligung (in %) \| „Ja“-Stimmen (absolut) \| „Ja“-Stimmen (in %) \| „Nein“-Stimmen (absolut) \| „Nein“-Stimmen (in %) \| Ungültige (absolut) \| Ungültige (in %) \| Ergebnis \| \| -------------------------------------------------------------------- \| ------------------------------ \| ------------------------------ \| ------------------------------ \| ------------------------------ \| ------------------------------ \| ------------------------------ \| ------------------------------ \| ------------------------------ \| ------------------------------ \| \| „Förderung gleichwertiger Lebensverhältnisse und Arbeitsbedingungen“ \| 5.962.063 \| 63,1 % \| 4.936.357 \| 89,6 % \| 573.103 \| 10,4 % \| 452.603 \| 7,6 % \| \| \| „Förderung des ehrenamtlichen Einsatzes für das Gemeinwohl“ \| 5.962.063 \| 63,1 % \| 4.894.924 \| 90,7 % \| 503.120 \| 9,3 % \| 564.019 \| 9,5 % \| \| \| „Angelegenheiten der Europäischen Union“ \| 5.962.063 \| 63,1 % \| 4.418.721 \| 84,1 % \| 833.339 \| 15,9 % \| 710.003 \| 11,9 % \| \| \| „Schuldenbremse“ \| 5.962.063 \| 63,1 % \| 4.738.907 \| 88,6 % \| 607.062 \| 11,4 % \| 616.094 \| 10,3 % \| \| \| „Angemessene Finanzausstattung der Gemeinden“ \| 5.962.063 \| 63,1 % \| 4.902.018 \| 91,6 % \| 449.282 \| 8,4 % \| 610.763 \| 10,2 % \| \| |                       |                    |                        |                     |                          |                       |                     |                  |             |
| Volksentscheide in Bayern 2013 |                       |                    |                        |                     |                          |                       |                     |                  |             |
| Vorlage | Beteiligung (absolut) | Beteiligung (in %) | „Ja“-Stimmen (absolut) | „Ja“-Stimmen (in %) | „Nein“-Stimmen (absolut) | „Nein“-Stimmen (in %) | Ungültige (absolut) | Ungültige (in %) | Ergebnis    |
| „Förderung gleichwertiger Lebensverhältnisse und Arbeitsbedingungen“ | 5.962.063             | 63,1 %             | 4.936.357              | 89,6 %              | 573.103                  | 10,4 %                | 452.603             | 7,6 %            | erfolgreich |
| „Förderung des ehrenamtlichen Einsatzes für das Gemeinwohl“ | 5.962.063             | 63,1 %             | 4.894.924              | 90,7 %              | 503.120                  | 9,3 %                 | 564.019             | 9,5 %            | erfolgreich |
| „Angelegenheiten der Europäischen Union“ | 5.962.063             | 63,1 %             | 4.418.721              | 84,1 %              | 833.339                  | 15,9 %                | 710.003             | 11,9 %           | erfolgreich |
| „Schuldenbremse“ | 5.962.063             | 63,1 %             | 4.738.907              | 88,6 %              | 607.062                  | 11,4 %                | 616.094             | 10,3 %           | erfolgreich |
| „Angemessene Finanzausstattung der Gemeinden“ | 5.962.063             | 63,1 %             | 4.902.018              | 91,6 %              | 449.282                  | 8,4 %                 | 610.763             | 10,2 %           | erfolgreich |

## Umfragen
Ein Jahr vor der Landtagswahl im Herbst 2013 konnte die CSU mit einem deutlich verbesserten Ergebnis im Vergleich zur Wahl 2008 rechnen. Je nach Umfrage erschien zu diesem Zeitpunkt das Erreichen einer absoluten Mehrheit der CSU möglich. Während die SPD in den Umfragen stagnierte und die Grünen leicht zulegen könnten, mussten die Freien Wähler mit einem etwas verschlechtertem Ergebnis rechnen. Bei FDP, der Linken und der Piratenpartei war fraglich, ob sie die Fünf-Prozent-Hürde überwinden werden (für den Einzug in die Bezirkstage gilt sie nicht, für ein Mandat im Bezirk Oberbayern können daher bereits weniger als 1 % der Stimmen ausreichen).
Für die Sonntagsfrage gaben die Demoskopen bei den einzelnen Umfragen folgende Anteile an (n. a. nicht angegeben):
| \| Institut \| Datum \| CSU \| SPD \| FW \| GRÜNE \| FDP \| LINKE \| PIRATEN \| Sonstige \| \| --------------------------- \| ---------- \| ---- \| ---- \| ---- \| ----- \| --- \| ----- \| ------- \| ----------------- \| \| Emnid[38] \| 12.09.2013 \| 47 % \| 18 % \| 8 % \| 12 % \| 4 % \| 4 % \| 3 % \| n. a. \| \| Forschungsgruppe Wahlen[38] \| 06.09.2013 \| 48 % \| 20 % \| 8 % \| 10 % \| 4 % \| n. a. \| n. a. \| 10 % \| \| Infratest dimap[38] \| 05.09.2013 \| 47 % \| 21 % \| 7 % \| 11 % \| 3 % \| 3 % \| n. a. \| 8 % \| \| GMS[38] \| 03.09.2013 \| 47 % \| 18 % \| 8 % \| 13 % \| 5 % \| 3 % \| 2 % \| 4 % \| \| Emnid[38] \| 28.08.2013 \| 48 % \| 18 % \| 8 % \| 13 % \| 4 % \| 3 % \| 3 % \| 3 % \| \| Infratest dimap[38] \| 17.07.2013 \| 47 % \| 18 % \| 8 % \| 15 % \| 3 % \| 3 % \| n. a. \| 6 % \| \| GMS[38] \| 11.07.2013 \| 47 % \| 19 % \| 10 % \| 11 % \| 5 % \| 2 % \| 2 % \| 4 % \| \| Emnid[38] \| 10.07.2013 \| 47 % \| 19 % \| 9 % \| 11 % \| 5 % \| 3 % \| 3 % \| 3 % \| \| Forschungsgruppe Wahlen[38] \| 14.06.2013 \| 46 % \| 20 % \| 10 % \| 13 % \| 4 % \| n. a. \| n. a. \| 7 % \| \| GMS[38] \| 11.06.2013 \| 46 % \| 20 % \| 9 % \| 11 % \| 4 % \| 3 % \| 2 % \| 5 % \| \| Forsa[38] \| 28.05.2013 \| 46 % \| 20 % \| 9 % \| 12 % \| 4 % \| 3 % \| 2 % \| 5 % \| \| GMS[38] \| 02.05.2013 \| 47 % \| 20 % \| 8 % \| 13 % \| 3 % \| 2 % \| 2 % \| 5 % \| \| INSA[38] \| 22.04.2013 \| 49 % \| 18 % \| 9 % \| 16 % \| 2 % \| 2 % \| n. a. \| 4 % \| \| GMS[38] \| 06.03.2013 \| 48 % \| 21 % \| 8 % \| 12 % \| 3 % \| 3 % \| 2 % \| 3 % \| \| TNS Infratest[38] \| 12.02.2013 \| 46 % \| 19 % \| 8 % \| 15 % \| 3 % \| 2 % \| 3 % \| 4 % \| \| Emnid[38] \| 10.02.2013 \| 48 % \| 20 % \| 9 % \| 12 % \| 3 % \| 2 % \| 3 % \| 3 % \| \| Emnid[38] \| 15.01.2013 \| 48 % \| 20 % \| 8 % \| 12 % \| 3 % \| 3 % \| 3 % \| 3 % \| \| Forsa[38] \| 10.01.2013 \| 46 % \| 18 % \| 9 % \| 13 % \| 3 % \| 4 % \| 2 % \| 5 % \| \| Infratest dimap[38] \| 09.01.2013 \| 47 % \| 19 % \| 9 % \| 14 % \| 3 % \| 2 % \| 3 % \| 3 % \| \| GMS[38] \| 15.12.2012 \| 49 % \| 22 % \| 8 % \| 10 % \| 4 % \| n. a. \| 4 % \| n. a. \| \| GMS[38] \| 20.11.2012 \| 48 % \| 20 % \| 8 % \| 10 % \| 5 % \| 2 % \| 4 % \| n. a. \| \| GMS[38] \| 19.10.2012 \| 48 % \| 20 % \| 8 % \| 10 % \| 5 % \| n. a. \| 4 % \| 5 % \| \| Emnid[38] \| 14.10.2012 \| 48 % \| 21 % \| 8 % \| 10 % \| 4 % \| 2 % \| 4 % \| 3 % \| \| Emnid[38] \| 18.09.2012 \| 47 % \| 21 % \| 9 % \| 10 % \| 3 % \| 2 % \| 5 % \| 3 % \| \| Emnid[38] \| 13.08.2012 \| 46 % \| 20 % \| 8 % \| 12 % \| 3 % \| 2 % \| 6 % \| 3 % \| \| GMS[38] \| 17.07.2012 \| 47 % \| 19 % \| 8 % \| 10 % \| 4 % \| n. a. \| 7 % \| n. a \| \| Forsa[38] \| 04.07.2012 \| 43 % \| 23 % \| 9 % \| 11 % \| 2 % \| 2 % \| 6 % \| 4 % \| \| Emnid[38] \| 24.06.2012 \| 44 % \| 22 % \| 6 % \| 13 % \| 3 % \| 1 % \| 7 % \| 4 % \| \| Emnid[38] \| 20.04.2012 \| 46 % \| 20 % \| 7 % \| 12 % \| 2 % \| 2 % \| 8 % \| 3 % \| \| Emnid[38] \| 24.03.2012 \| 46 % \| 20 % \| 8 % \| 13 % \| 2 % \| 2 % \| 5 % \| 4 % \| \| Infratest dimap[38] \| 04.01.2012 \| 44 % \| 21 % \| 8 % \| 14 % \| 3 % \| 2 % \| 4 % \| 4 % \| \| GMS[38] \| 04.01.2012 \| 42 % \| 22 % \| 9 % \| 12 % \| 2 % \| 2 % \| 5 % \| 6 % \| \| Emnid[38] \| 21.12.2011 \| 44 % \| 21 % \| 9 % \| 13 % \| 2 % \| 2 % \| 5 % \| n. a. \| \| Forsa[38] \| 11.12.2011 \| 41 % \| 24 % \| 9 % \| 10 % \| 3 % \| 3 % \| 6 % \| BP 1 % andere 3 % \| |            |      |      |      |       |     |       |         |                   |
| Institut | Datum      | CSU  | SPD  | FW   | GRÜNE | FDP | LINKE | PIRATEN | Sonstige          |
| Emnid | 12.09.2013 | 47 % | 18 % | 8 %  | 12 %  | 4 % | 4 %   | 3 %     | n. a.             |
| Forschungsgruppe Wahlen | 06.09.2013 | 48 % | 20 % | 8 %  | 10 %  | 4 % | n. a. | n. a.   | 10 %              |
| Infratest dimap | 05.09.2013 | 47 % | 21 % | 7 %  | 11 %  | 3 % | 3 %   | n. a.   | 8 %               |
| GMS | 03.09.2013 | 47 % | 18 % | 8 %  | 13 %  | 5 % | 3 %   | 2 %     | 4 %               |
| Emnid | 28.08.2013 | 48 % | 18 % | 8 %  | 13 %  | 4 % | 3 %   | 3 %     | 3 %               |
| Infratest dimap | 17.07.2013 | 47 % | 18 % | 8 %  | 15 %  | 3 % | 3 %   | n. a.   | 6 %               |
| GMS | 11.07.2013 | 47 % | 19 % | 10 % | 11 %  | 5 % | 2 %   | 2 %     | 4 %               |
| Emnid | 10.07.2013 | 47 % | 19 % | 9 %  | 11 %  | 5 % | 3 %   | 3 %     | 3 %               |
| Forschungsgruppe Wahlen | 14.06.2013 | 46 % | 20 % | 10 % | 13 %  | 4 % | n. a. | n. a.   | 7 %               |
| GMS | 11.06.2013 | 46 % | 20 % | 9 %  | 11 %  | 4 % | 3 %   | 2 %     | 5 %               |
| Forsa | 28.05.2013 | 46 % | 20 % | 9 %  | 12 %  | 4 % | 3 %   | 2 %     | 5 %               |
| GMS | 02.05.2013 | 47 % | 20 % | 8 %  | 13 %  | 3 % | 2 %   | 2 %     | 5 %               |
| INSA | 22.04.2013 | 49 % | 18 % | 9 %  | 16 %  | 2 % | 2 %   | n. a.   | 4 %               |
| GMS | 06.03.2013 | 48 % | 21 % | 8 %  | 12 %  | 3 % | 3 %   | 2 %     | 3 %               |
| TNS Infratest | 12.02.2013 | 46 % | 19 % | 8 %  | 15 %  | 3 % | 2 %   | 3 %     | 4 %               |
| Emnid | 10.02.2013 | 48 % | 20 % | 9 %  | 12 %  | 3 % | 2 %   | 3 %     | 3 %               |
| Emnid | 15.01.2013 | 48 % | 20 % | 8 %  | 12 %  | 3 % | 3 %   | 3 %     | 3 %               |
| Forsa | 10.01.2013 | 46 % | 18 % | 9 %  | 13 %  | 3 % | 4 %   | 2 %     | 5 %               |
| Infratest dimap | 09.01.2013 | 47 % | 19 % | 9 %  | 14 %  | 3 % | 2 %   | 3 %     | 3 %               |
| GMS | 15.12.2012 | 49 % | 22 % | 8 %  | 10 %  | 4 % | n. a. | 4 %     | n. a.             |
| GMS | 20.11.2012 | 48 % | 20 % | 8 %  | 10 %  | 5 % | 2 %   | 4 %     | n. a.             |
| GMS | 19.10.2012 | 48 % | 20 % | 8 %  | 10 %  | 5 % | n. a. | 4 %     | 5 %               |
| Emnid | 14.10.2012 | 48 % | 21 % | 8 %  | 10 %  | 4 % | 2 %   | 4 %     | 3 %               |
| Emnid | 18.09.2012 | 47 % | 21 % | 9 %  | 10 %  | 3 % | 2 %   | 5 %     | 3 %               |
| Emnid | 13.08.2012 | 46 % | 20 % | 8 %  | 12 %  | 3 % | 2 %   | 6 %     | 3 %               |
| GMS | 17.07.2012 | 47 % | 19 % | 8 %  | 10 %  | 4 % | n. a. | 7 %     | n. a              |
| Forsa | 04.07.2012 | 43 % | 23 % | 9 %  | 11 %  | 2 % | 2 %   | 6 %     | 4 %               |
| Emnid | 24.06.2012 | 44 % | 22 % | 6 %  | 13 %  | 3 % | 1 %   | 7 %     | 4 %               |
| Emnid | 20.04.2012 | 46 % | 20 % | 7 %  | 12 %  | 2 % | 2 %   | 8 %     | 3 %               |
| Emnid | 24.03.2012 | 46 % | 20 % | 8 %  | 13 %  | 2 % | 2 %   | 5 %     | 4 %               |
| Infratest dimap | 04.01.2012 | 44 % | 21 % | 8 %  | 14 %  | 3 % | 2 %   | 4 %     | 4 %               |
| GMS | 04.01.2012 | 42 % | 22 % | 9 %  | 12 %  | 2 % | 2 %   | 5 %     | 6 %               |
| Emnid | 21.12.2011 | 44 % | 21 % | 9 %  | 13 %  | 2 % | 2 %   | 5 %     | n. a.             |
| Forsa | 11.12.2011 | 41 % | 24 % | 9 %  | 10 %  | 3 % | 3 %   | 6 %     | BP 1 % andere 3 % |

## Ergebnis

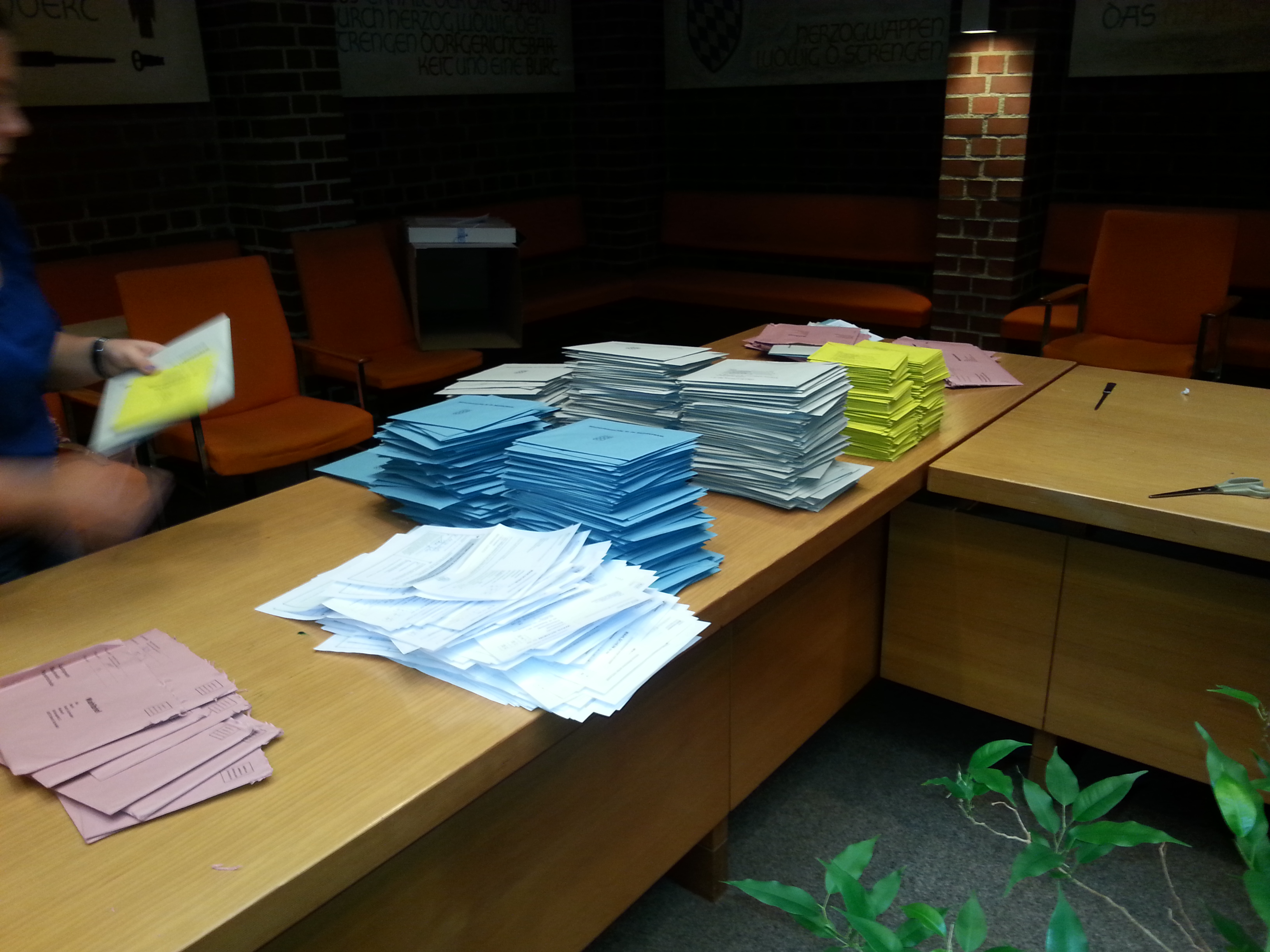
Auszählung der Stimmen

Erststimmenergebnisse nach Wahlkreisen (Parteizugehörigkeit des Wahlkreisgewinners)

Nach dem amtlichen Endergebnis gewann die CSU von Ministerpräsident Horst Seehofer im Vergleich zur Wahl 2008 4,3 Prozentpunkte. Sie konnte, wie schon zwischen 1962 und 2008, die absolute Mehrheit der Mandatsträger stellen. Die SPD gewann zwei Prozentpunkte gegenüber dem Ergebnis 2008, welches das schlechteste Ergebnis in der Geschichte der bayerischen SPD seit Kriegsende gewesen war.
Die Freien Wähler verloren zwar gegenüber 2008 1,2 Prozentpunkte, zogen jedoch wieder in den Landtag ein und wurden erneut drittstärkste Fraktion. Die Grünen konnten zwar 20.000 Stimmen mehr als bei der letzten Wahl holen, ihr Stimmanteil sank jedoch aufgrund der höheren Wahlbeteiligung auf 8,6 Prozent. Die FDP verlor mehr als die Hälfte ihrer Wähler und scheiterte mit 3,3 % an der Fünf-Prozent-Hürde, wie auch alle weiteren Parteien.
| Partei                       | Erst- stimmen | Zweit- stimmen | Gesamt- stimmen | Summe in Prozent | Vergleich zu 2008 | Sitze | Vergleich zu 2008 |
| ---------------------------- | ------------- | -------------- | --------------- | ---------------- | ----------------- | ----- | ----------------- |
| Gültige Stimmen/Sitze Gesamt | 5.923.977     | 5.897.815      | 11.821.792      | 100,0 %          | —                 | 180   | −7                |
| CSU                          | 2.754.256     | 2.882.169      | 5.636.425       | 47,7 %           | +4,3 %            | 101   | +9                |
| SPD                          | 1.208.444     | 1.228.957      | 2.437.401       | 20,6 %           | +2,0 %            | 42    | +3                |
| FW                           | 580.701       | 481.852        | 1.062.553       | 9,0 %            | −1,2 %            | 19    | −2                |
| GRÜNE                        | 522.317       | 497.056        | 1.019.373       | 8,6 %            | −0,8 %            | 18    | −1                |
| FDP                          | 195.920       | 194.118        | 390.038         | 3,3 %            | −4,7 %            | —     | −16               |
| LINKE                        | 128.089       | 123.008        | 251.097         | 2,1 %            | −2,3 %            | —     | —                 |
| BP                           | 137.323       | 110.177        | 247.500         | 2,1 %            | +1,0 %            | —     | —                 |
| ÖDP                          | 127.361       | 112.064        | 239.425         | 2,0 %            | ±0,0 %            | —     | —                 |
| PIRATEN                      | 121.266       | 113.140        | 234.406         | 2,0 %            | +2,0 %            | —     | —                 |
| REP                          | 62.133        | 55.585         | 117.718         | 1,0 %            | −0,4 %            | —     | —                 |
| DIE FRANKEN                  | 44.321        | 42.963         | 87.284          | 0,7 %            | +0,7 %            | —     | —                 |
| NPD                          | 37.444        | 37.404         | 74.848          | 0,6 %            | −0,6 %            | —     | —                 |
| FRAUENLISTE                  | 3.410         | 12.671         | 16.081          | 0,1 %            | +0,1 %            | —     | —                 |
| DIE FREIHEIT                 | 764           | 5.260          | 6.024           | 0,1 %            | +0,1 %            | —     | —                 |
| BüSo                         | 228           | 1.391          | 1.619           | 0,0 %            | ±0,0 %            | —     | —                 |

Die Wahlbeteiligung lag mit 63,6 Prozent um 5,7 Prozentpunkte höher als 2008 (plus 600.000 Wähler). Somit nahmen mehr als ein Drittel der Wahlberechtigten nicht an der Wahl teil. 1,6 Prozent der abgegebenen Stimmen waren ungültig.

| Nichtwähler x 2 (Stimmen) | Von Wählern nicht abgegebene Stimmen | Ungültige Gesamtstimmen | Gesamtstimmen für Parteien ohne Sitze | Stimmen ohne Einfluss auf die Sitzverteilung insgesamt | Stimmberechtigte x 2 (Stimmen) | Spalte 5 : Spalte 6 in % |
| 1                         | 2                                    | 3                       | 4                                     | 5                                                      | 6                              | 7                        |
| 6.873.236                 | 1.421                                | 187.577                 | 1.666.040                             | 8.728.274                                              | 18.884.026                     | 46,2 %                   |

### Erststimmen- und Stimmkreisergebnisse
Die 90 bayerischen Stimmkreise lagen in der Größe zwischen 80.143 Wahlberechtigten (Stimmkreis Pfaffenhofen a.d.Ilm) und 131.655 Wahlberechtigten (Stimmkreis Kulmbach). Stimmkreis mit der niedrigsten Wahlbeteiligung war Nürnberg-West mit 51,7 %, die höchste Beteiligung verzeichnete München-Land-Süd mit 74,3 %.
Die Direktkandidaten der CSU waren in 89 der 90 Stimmkreise erfolgreich. In 29 Stimmkreisen erzielte der CSU-Kandidat dabei nicht nur die benötigte einfache Mehrheit, sondern mit einem Erststimmenanteil von mehr als 50 Prozent auch die absolute Mehrheit. Die bayernweit höchsten Erststimmenanteile erreichten mit 63,1 % Marcel Huber im Stimmkreis Mühldorf am Inn, der Spitzenkandidat Horst Seehofer (61,5 % im Stimmkreis Neuburg-Schrobenhausen) und Reserl Sem (59,1 % im Stimmkreis Rottal-Inn).
Für die SPD erzielte Ruth Waldmann das Direktmandat im Stimmkreis München-Milbertshofen, in dem sie als Nachfolgerin des bisherigen SPD-Stimmkreisabgeordneten Franz Maget erstmals antrat. Dieser Stimmkreis wies mit 1136 Stimmen (1,5 Prozentpunkte) Unterschied auch die geringste Differenz zwischen obsiegendem und nächstplatziertem Direktkandidaten auf. Weitere relativ knappe Entscheidungen fielen in den Stimmkreisen München-Schwabing (Differenz 2,3 Prozentpunkte) und Nürnberg-Nord (3,1 Prozentpunkte).
Die Freien Wähler erzielten kein Direktmandat, lagen bei den Erststimmen aber in zwölf Stimmkreisen vor der SPD. In drei Stimmkreisen (Forchheim, Cham, Landshut) erreichten sie mehr als 20 Prozent der Erststimmen. Die Grünen erzielten ebenfalls kein Direktmandat, ihre Kandidaten lagen in den Stimmkreisen Freising – hier erreichte Christian Magerl 25,2 % der Erststimmen – und Berchtesgadener Land aber vor denen der SPD, deren Bewerber in diesen beiden Kreisen somit nur als Viertplatzierte abschnitten.
Durch das Bayerische Wahlsystem, bei dem Erst- und Zweitstimme für die Mehrheitsverhältnisse im Parlament gleich relevant sind, war das „Stimmensplitting“ im Wahlverhalten von vergleichsweise geringer Bedeutung: In der Mehrzahl der Stimmkreise unterscheidet sich der Erststimmenanteil der Direktbewerber der beiden großen Parteien nur um weniger als zwei Prozent von dem dort erreichten Gesamtstimmenanteil. Für die CSU gilt dies in 57, für die SPD in 68 der 90 Stimmkreise. Die deutlichsten Differenzen zwischen Erst- und Gesamtstimmenanteil zeigten sich für die CSU in Kelheim, wo der Direktkandidat um 4,0 Prozentpunkte besser abschnitt als seine Partei, sowie in den Stimmkreisen Altötting und Pfaffenhofen mit einem jeweils 5,1 Prozentpunkte schlechteren Abschneiden. Bei der SPD gab es die stärksten Unterschiede in Hof (Kandidat plus 4,0 Prozentpunkte gegenüber Partei) und in Mühldorf a.Inn (Kandidat 4,8 Prozentpunkte schlechter). Der einzige Stimmkreis, in der die Differenz zwischen Erst- und Zweitstimmenentscheidung tatsächlich Auswirkungen auf den Erwerb des Direktmandats hatte, war München-Schwabing: Hätte die SPD-Direktbewerberin Isabell Zacharias hier bei ihren Erststimmen das um 3,3 Prozentpunkte bessere Stimmkreis-Gesamtergebnis ihrer Partei erreicht, wäre das Direktmandat an sie statt an den CSU-Bewerber, Kultusminister Ludwig Spaenle, gegangen.
Nach Anteil an den Gesamtstimmen erzielten die kleineren Parteien, die landesweit an der Fünf-Prozent-Hürde scheiterten, in folgenden Stimmkreisen ihr jeweils bestes Einzelergebnis: FDP in Starnberg (9,1 %; in sechs weiteren Stimmkreisen über fünf Prozent), Linke in Nürnberg-Nord (4,9 %), ÖDP in Rottal-Inn (4,7 %), Republikaner in Erding (2,9 %), Bayernpartei in Marktoberdorf (7,0 %; in einem weiteren Stimmkreis über fünf Prozent), NPD in Weiden, Bamberg-Land und Deggendorf (jeweils 1,9 %), Piraten in Nürnberg-Nord und Nürnberg-West (jeweils 3,3 %), BüSo in Altötting (0,3 %), Die Freiheit in München-Hadern (0,5 %), Die Franken in Hof (4,3 %) und Frauenliste in Donau-Ries (3,7 %).

### Wahlkreisergebnisse und Listenmandate

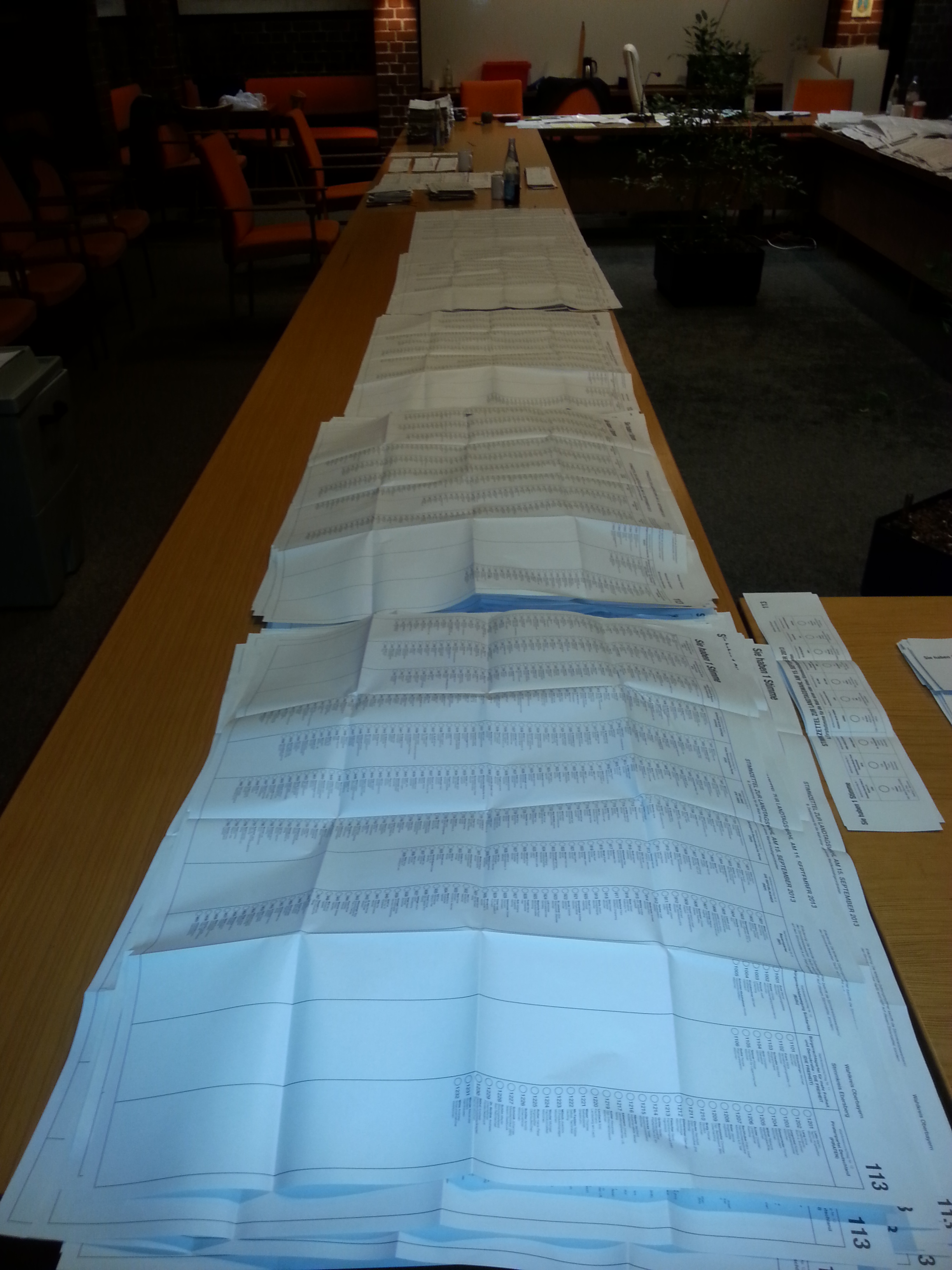
Auszählung der Zweitstimmen für den Landtag

Stimmenzahl für einen Mandatserfolg
Durch das zweistufige Verfahren bei der Zuteilung der Listenmandate und die unabhängige Betrachtung jedes der sieben Wahlkreise unterscheiden sich die Gesamtstimmenzahlen, die für den individuellen Mandatserfolg benötigt wurden, je nach Liste und Regierungsbezirk sehr stark: Die niedrigste für ein Mandat ausreichende Gesamtstimmenzahl waren 11.570 Stimmen (Gabi Schmidt auf der Wahlkreisliste Mittelfranken der Freien Wähler). Somit zogen 54 Kandidaten von CSU, SPD, Freien Wählern oder Grünen nicht in den Landtag ein, obwohl sie bei bayernweiter und listenübergreifender Betrachtung mehr Gesamtstimmen erreicht hatten als diese erfolgreiche Kandidatin. Der stimmenstärkste Kandidat ohne Mandatserfolg hatte 32.033 Gesamtstimmen erzielt (Michael Hohl auf der Wahlkreisliste Oberfranken der CSU).
Stimmkreislose Listenbewerber
Da bei der listeninternen Rangfolge die Gesamtstimmenzahl des Bewerbers über seine Platzierung entscheidet, haben reine Listenbewerber im Bayerischen Wahlsystem einen erheblichen Nachteil, weil sie in keinem Stimmkreis als Direktkandidat wählbar sind und somit ausschließlich Zweitstimmen erhalten können. Trotzdem gelang es 19 Listenkandidaten von CSU, SPD, Freien Wählern oder Grünen, allein durch die für sie abgegebenen Zweitstimmen die Gesamtstimmen mindestens eines Stimmkreisbewerbers der gleichen Liste zu übertreffen.
Erfolgreich erreichten dies prominente Listenführer, die auf eine Stimmkreiskandidatur verzichteten (SPD-Spitzenkandidat Christian Ude, Landtagspräsidentin Barbara Stamm) oder verzichten mussten (Europaministerin Emilia Müller), aber auch der Grünen-Kandidat Sepp Dürr, der allein durch seine Zweitstimmen die Gesamtstimmen von 26 Stimmkreisbewerbern seiner Liste übertraf und somit erneut eines der sieben grünen Mandate im Wahlkreis Oberbayern errang. Dagegen scheiterte in ähnlicher Situation der Wiedereinzug des ehemaligen Freisinger Landrats und Freie-Wähler-Abgeordneten Manfred Pointner in den Landtag: Er erreichte mit 10.744 Stimmen zwar das drittbeste Zweitstimmenergebnis seiner Liste und übertraf die Gesamtstimmenzahl von 23 der 30 Stimmkreisbewerber seiner Partei, für eines der fünf oberbayerischen Listenmandate fehlten ihm aber rund 1850 Stimmen. Landesweit und über alle Parteien hinweg erreichten bei der Wahl 13 stimmkreislose Kandidaten eines der 90 Listenmandate.
Personalisierung und Listenführeranteile
Im Bayerischen Wahlsystem kann auch die Zweitstimme personalisiert abgegeben werden, jeder per Zweitstimme wählbare Bewerber – bis zu 59 je Liste – war also mit einem eigenen Stimmfeld aufgeführt. Anders als bei Kommunalwahlen sind auf dem Wahlzettel jedoch keine zusätzlichen Stimmfelder vorgesehen, um bei fehlender Personenpräferenz eine unpersonalisierte „Parteienstimme“ zu vergeben. Eine Markierung der Partei im Listenkopf wird aber als gültige Stimmabgabe gewertet und geht in die Berechnung der Mandatszahl ein. Bayernweit und über die Listen der vier erfolgreichen Parteien hinweg verzichteten 1,09 Prozent der Wähler (rund 55.000 Zweitstimmen) auf diese Weise auf eine Personalisierung. Extremwerte zeigten dabei die CSU-Wahlkreisliste Unterfranken (0,58 % unpersonalisierte Zweitstimmen) und die Liste der Freien Wähler in Oberbayern (2,33 % unpersonalisiert).
Die Listenführer, also die auf Platz 1 einer Wahlkreisliste aufgeführten und meist prominenten Kandidaten, erzielten gegenüber ihren Listenkonkurrenten eine deutlich erhöhte Zweitstimmenzahl und zogen im Schnitt aller Wahlkreise und erfolgreichen Listen rund 45 % der Zweitstimmen an sich. Als Maximalwerte entfielen auf Christian Ude 84 % der für alle SPD-Listenbewerber in Oberbayern vergebenen Zweitstimmen, auf Horst Seehofer 67 % der dort für die CSU vergebenen Zweitstimmen. Barbara Stamm zog in Unterfranken 64 % der CSU-Zweitstimmen auf sich, Hubert Aiwanger in Niederbayern 49 % der Freie-Wähler-Zweitstimmen. Deutlich unterdurchschnittlich ausgeprägt war dieser Listenführer-Effekt dagegen bei der Freie-Wähler-Liste in Oberbayern (Eva Gottstein mit 17 % der auf ihre Liste entfallenden Zweitstimmen) und bei der Grünen-Liste in Niederbayern (Rosi Steinberger mit 16 %). Bei vier Wahlkreislisten (Innenminister Joachim Herrmann bei der CSU in Mittelfranken, Johanna Werner-Muggendorfer bei der SPD in Niederbayern, Bernhard Pohl und Peter Meyer bei den Freien Wählern in Schwaben bzw. Oberfranken) erhielt der auf Rang 1 platzierte Kandidat nur die zweitmeisten Listenstimmen, diese Kandidaten zogen aber dennoch zwischen 19 und 29 Prozent der Zweitstimmen auf sich.
Nachrücker
Beim vorzeitigen Ausscheiden eines Abgeordneten wird das Mandat – unabhängig davon, ob es sich um ein Listen- oder Stimmkreismandat handelte – durch den nächstplatzierten Kandidaten seiner Wahlkreisliste nachbesetzt; in der vorangegangenen 16. Wahlperiode trat dies in acht Fällen ein. Bei sieben Wahlkreisen und vier im Parlament vertretenen Parteien gibt es somit 28 „erste Nachrücker“. Die Stimmendifferenz, die bei der Wahl zwischen Mandatserfolg und Nachrückerstatus entschied, war in einigen Fällen sehr gering: So fehlten Manfred Losinger auf der CSU-Wahlkreisliste Schwaben mit 20.875 Gesamtstimmen nur 185 Stimmen, um statt seines parteiinternen Konkurrenten Eric Beißwenger das letzte Listenmandat zu erringen. Dem bisherigen grünen Landtagsabgeordneten und Fraktionsvorsitzenden Martin Runge fehlten in Oberbayern gegenüber seiner Listenkonkurrentin Katharina Schulze 191 Stimmen für einen erneuten Mandatserfolg. Ebenfalls in Oberbayern lag der CSU-Bewerber Markus Fröschl mit 11618 Stimmen um 238 Stimmen hinter Martin Huber zurück. Dagegen scheiterte im selben Wahlkreis der SPD-Kandidat und Mühldorfer Bürgermeister Günther Knoblauch zwar zunächst ebenfalls knapp (16399 Gesamtstimmen, 265 Stimmen Rückstand zu Doris Rauscher), ist aber im neuen Landtag vertreten, weil Listenführer Christian Ude sein Mandat nicht annahm.
Trivia
- Zu den Kandidaten, die bei der Wahl besondere Aufmerksamkeit auf sich zogen, gehörten der Musikproduzent und Grand-Prix-Teilnehmer Leslie Mandoki, der für die CSU auf der Wahlkreisliste Oberbayern antrat. Er erreichte 7287 Zweitstimmen und blieb damit sechs Rangplätze von einem Listenmandat entfernt.
- Der Schlagersängerin und bisherigen Freie-Wähler-Abgeordneten Ute Singer, die auf den Stimmzetteln im Wahlkreis Oberbayern mit dem Zusatz „genannt Claudia Jung“ aufschien, gelang der Wiedereinzug in den Landtag nicht. Sie erreichte Rang sieben bei zu vergebenden fünf Listenmandaten.
- Der älteste erfolgreiche Kandidat – und damit auch der Alterspräsident bei der konstituierenden Sitzung des 17. Bayerischen Landtags – war erneut der 1938 geborene Peter Paul Gantzer (SPD, Wahlkreisliste Oberbayern). Jüngster erfolgreicher Bewerber war Judith Gerlach (CSU, Unterfranken).